# Chenard & Walcker
Chenard-Walcker – francuskie przedsiębiorstwo produkujące samochody. Największy rozwój firmy nastąpił na początku lat dwudziestych, gdy wygrała prestiżowy wyścig 24h Le Mans. W swoich modelach stosowała charakterystyczny, zaokrąglony wygląd chłodnicy. Potem skoncentrowano się na pojazdach użytkowych. Na przełomie lat czterdziestych i pięćdziesiątych zakłady zostały przejęte przez firmę Peugeot.

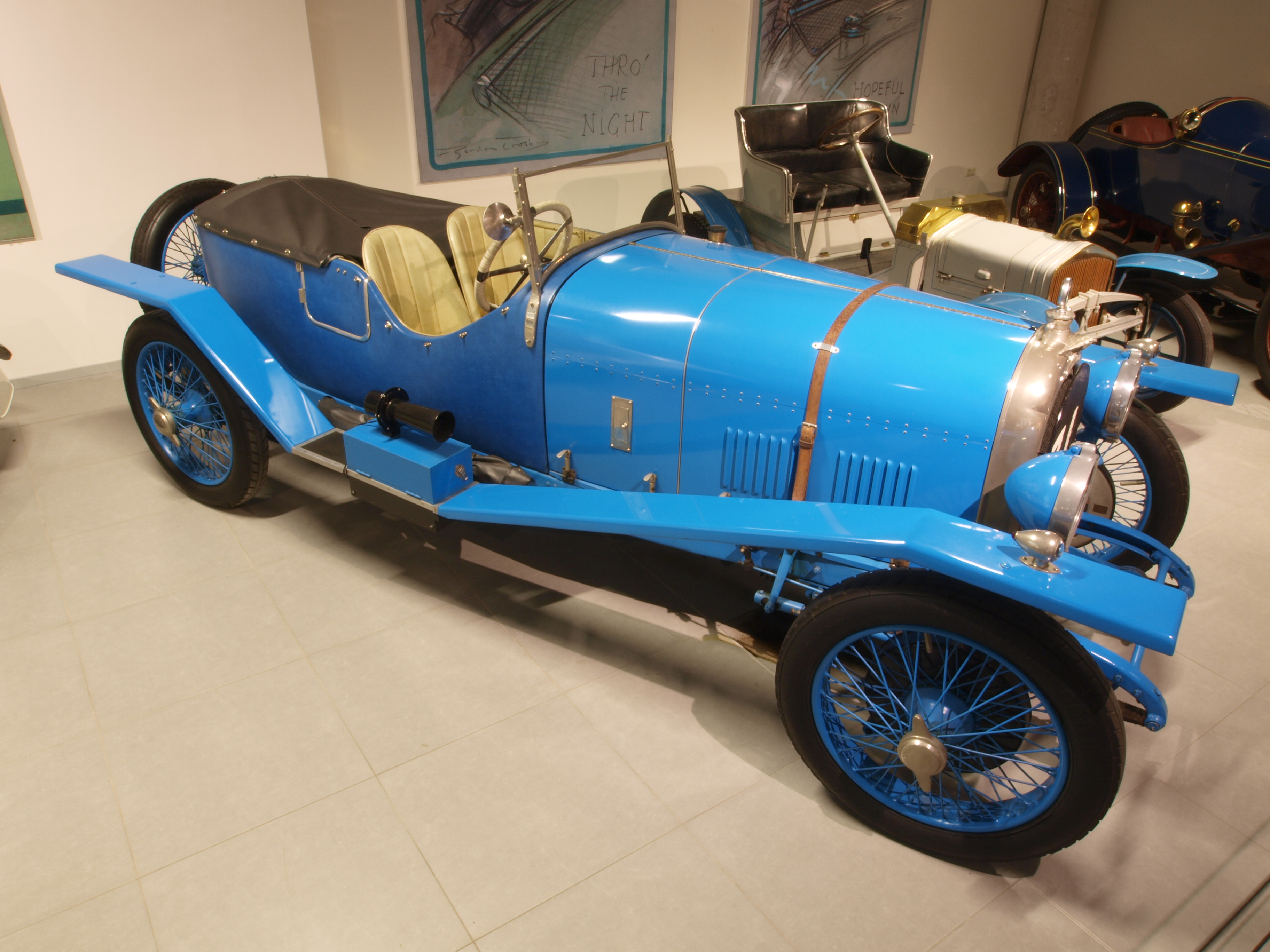
Chenard & Walcker 3,0 l (model 1923)
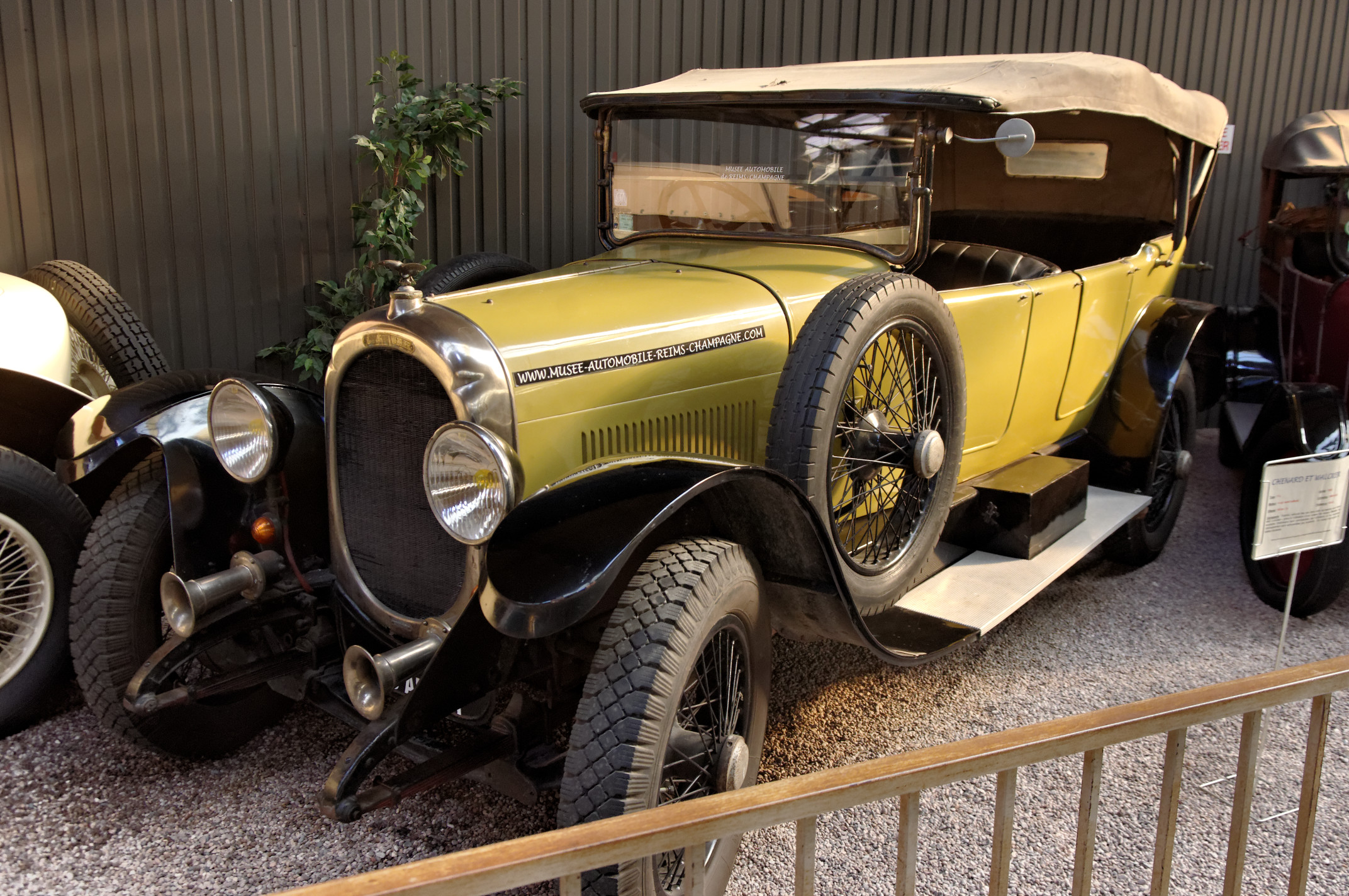
Chenard & Walcker T4 (model 1925)
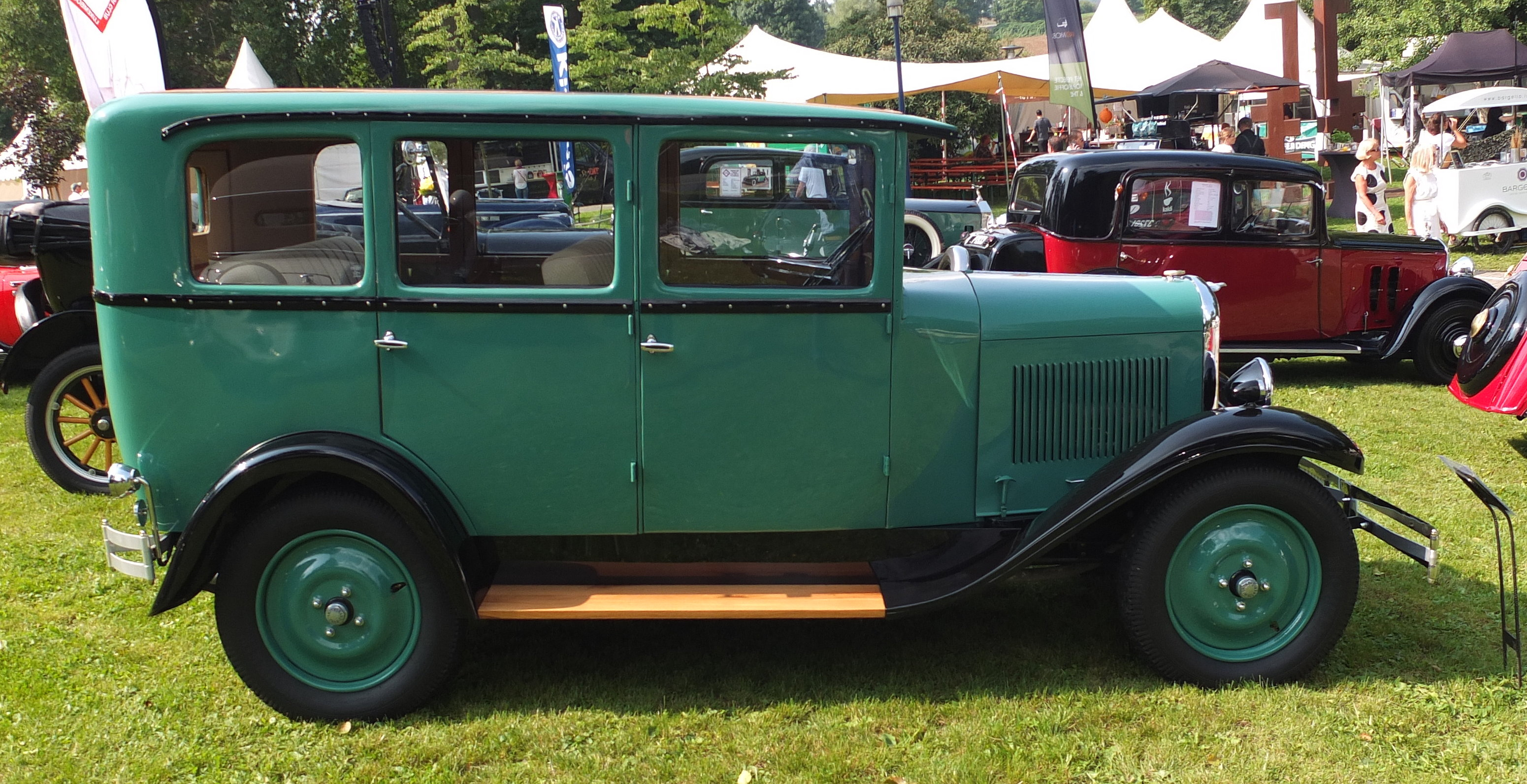
Chenard & Walcker Y6 Boulangère (model 1930)